# Kostel svatého Mořice (Olomouc)
Kostel svatého Mořice je gotický proboštský farní kostel stejnojmenné farnosti v Olomouci. Od středověku vždy plnil roli hlavního městského chrámu. S kapacitou 4000 věřících je největší gotickou svatyní na Moravě. Od roku 1995 je Národní kulturní památkou České republiky.

## Stavební vývoj

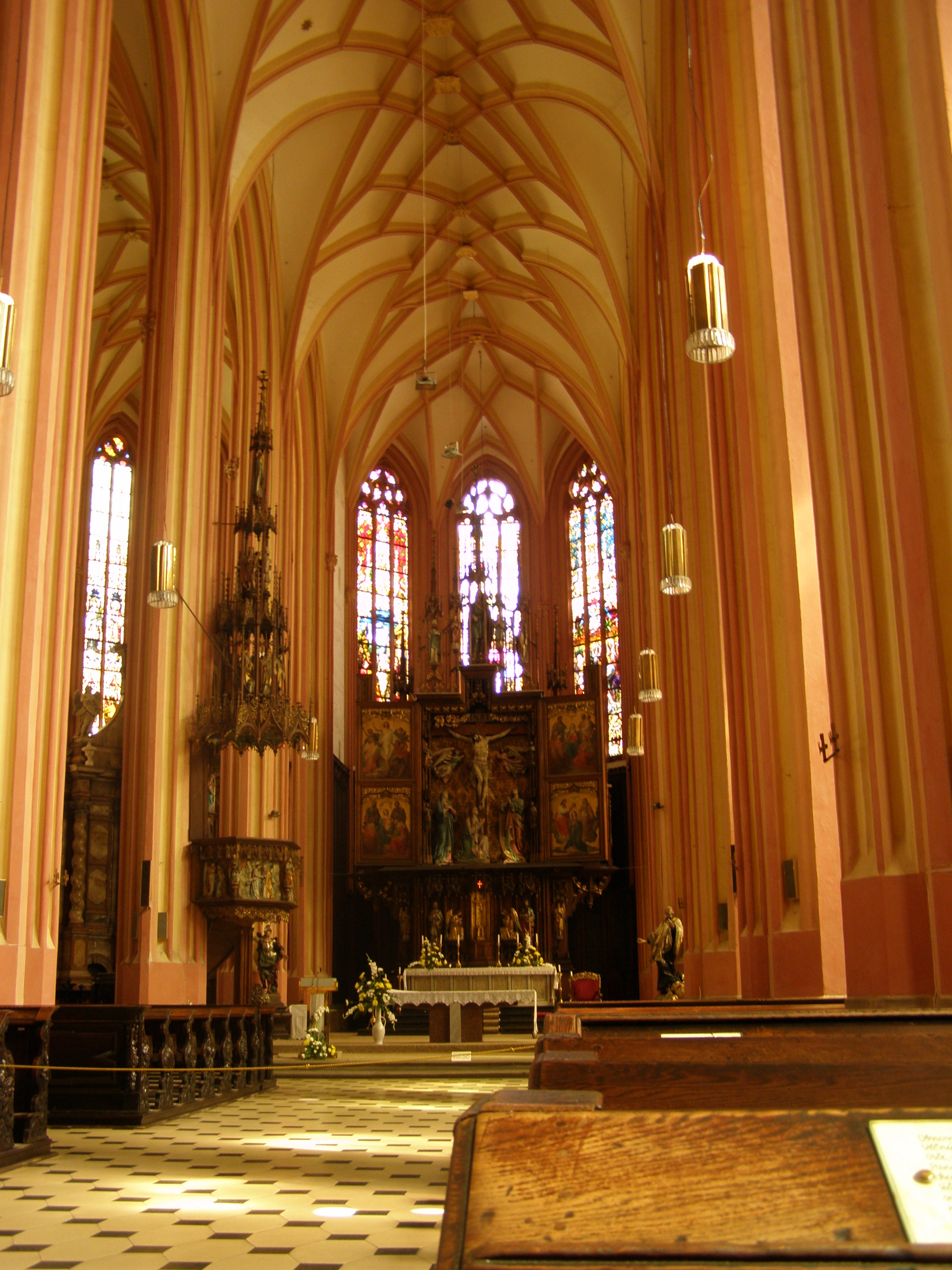
Interiér

### Nejstarší archeologické nálezy
Chrám a jeho bezprostřední okolí patří k nejdéle osídleným místům ve městě. V blízkosti kostela byly v 70. letech 20. století při stavbě obchodního domu Prior nalezeny zbytky románské rotundy z 11. století a rovněž zbytky románského kamenného dvorce ze 12. století. Tyto základy byly vyzvednuty a umístěny do depozitáře Národního památkového ústavu v Olomouci. V místě mořického kostela bývala dříve také řemeslnicko-kupecká česká (slovanská) osada, blízká ulice se ostatně až do počátku 20. století jmenovala Česká (dnešní ulice 8. května). Lokalita byla křižovatkou obchodních cest, fungovalo zde tržiště a tak zdejší nejstarší svatyně plnila zřejmě roli „trhového kostela“. Archeologický průzkum v sousední ulici Pekařské prokázal souvislé osídlení od příchodu Slovanů na přelomu 5. a 6. století (velkomoravské a po-velkomoravské pohřebiště). Do poloviny 13. století byla osada z vůle panovníka právně scelena s královským městem.

### První písemná zmínka (1257)
První písemná zmínka o románsko-gotickém kostele sv. Mořice pochází z roku 1257. Založení a posvěcení chrámu je spojeno s olomouckým biskupem Brunem ze Schauenburku, který zavedl kult svatého Mořice na Moravě. V roce 1262 dal postavit také kostel svatého Mořice v Kroměříži.
Původní stavba vyhořela v roce 1398 při požáru města, poté znovu v letech 1404 a 1411 a pravděpodobně se z ní zachovala jen jižní věž.

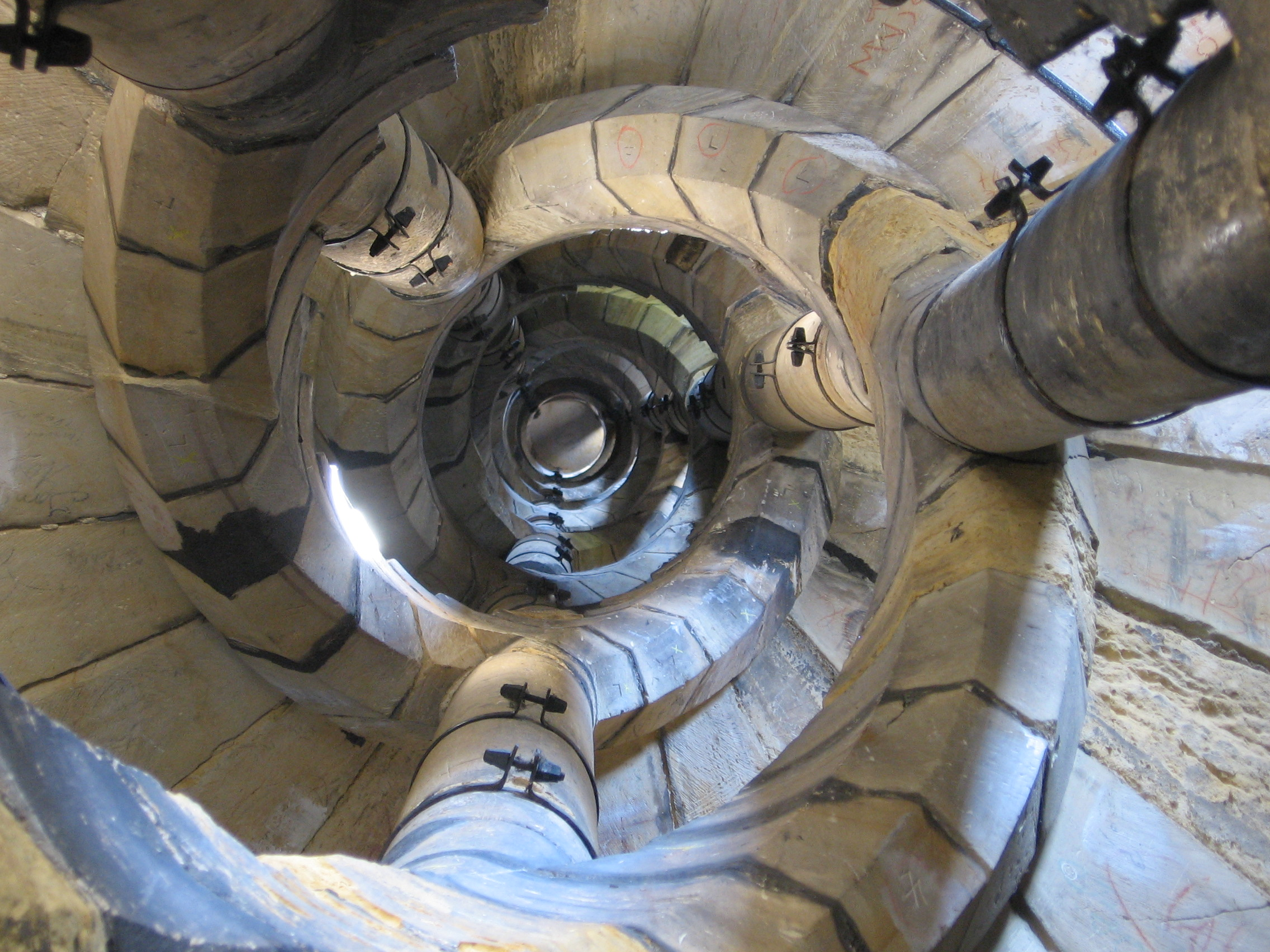
Dvouvřetenové schodiště na jižní věž (1517)

### Současná pozdně gotická stavba (1412–1540)
V letech 1412–1492 probíhala výstavba gotického trojlodí dochovaného do dnešních dnů. Nejstarší částí kostela je mohutná jižní věž, datovaná některými odborníky ještě do nejstarší fáze výstavby kostela. S jistotou tato věž existovala již před rokem 1403. Mladší severní věž sloužící po určitou dobu jako městská hláska byla postavena v roce 1412. Kostel byl konsekrován v roce 1492, ale jeho výstavba zřejmě pokračovala ještě řadu let, až do roku 1540.
Poslední, pozdně gotické prvky kostela jsou z prvních desetiletí 15. století, kdy bylo zbudováno dvojité šnekovité kamenné schodiště na jižní věž, samotná věž byla navýšena o cihlové nejvyšší patro s cimbuřím (1517), byl zbudován také portál jižního vchodu (1521). Jména stavitelů kostela nejsou spolehlivě doložena.
Z gotického období pocházejí také některá významná výtvarná díla spojovaná s chrámem, z nichž nejvýznamnější jsou desky tzv. Olomouckého oltáře a sousoší Olivetské hory, nejcennější památka gotického sochařství v Olomouci. Originály jsou umístěny v Arcidiecézním muzeu, v kostele lze vidět repliku sousoší v původní barevnosti. 

### Renesanční období
V roce 1572 byla k chrámu na severní straně přistavěna hrobka Václava Edelmanna z Brosdorfu patřící mezi nejvýznamnější renesanční památky v Olomouci.

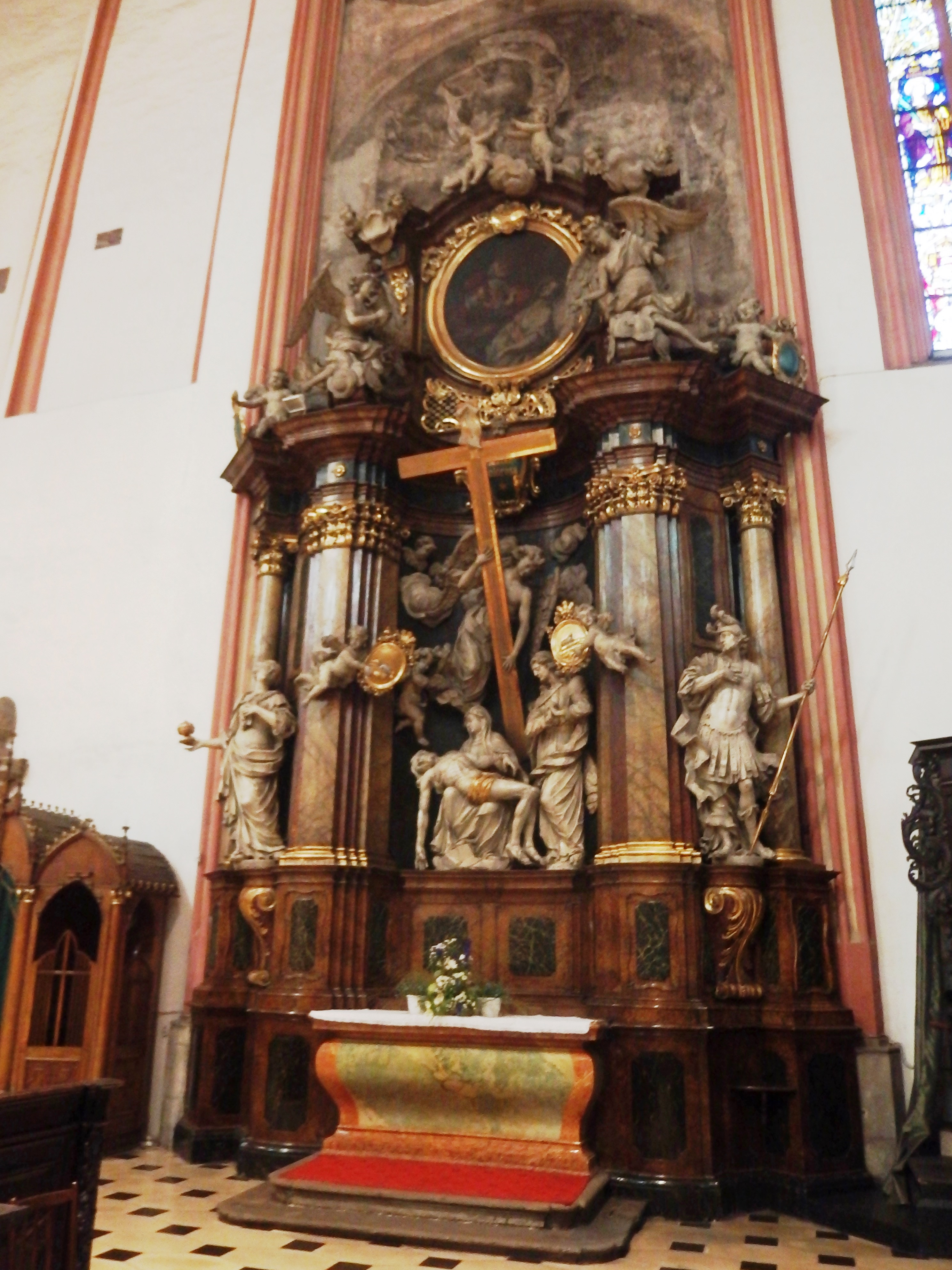
Barokní oltář Panny Marie Bolestné (1735)

### Barokní úpravy
Při požáru v roce 1709 se zřítil západní štít kostela, bylo poškozeno zakončení severní věže a v interiéru shořela podstatná část zařízení. V následujících letech prošel chrám barokní modernizací, vznikla řada nových barokních oltářů s řadou malířských a sochařských děl olomouckých umělců, mj. Václava Rendera, Jana Sturmera, Filipa Sattlera, Jana Kryštofa Handkeho a dalších. V tomto období vznikl i boční oltář svaté Pavlíny, patronky města Olomouce. Kostel byl vybaven také novými vyřezávanými lavicemi z dubového dřeva. Na nově zbudovaném kůru byly v roce 1745 dokončeny barokní varhany. Samostatně stojící sochu svatého Mořice vytvořil ve třicátých letech 18. století Filip Sattler.
Mezi lety 1725 –1727 byla při kostele vystavěna loretánská kaple za finančního přispění hraběnky Kateřiny Beckertové a její dcery Mariany, provdané za barona Josefa Petrasche. Kaple byla přistavěna k severní straně trojlodní haly. Donátorky loretánské kaple jsou pod kaplí pohřbeny.
Patentem císaře Josefa II. byl v roce 1784 zrušen městský hřbitov, který se od středověku rozkládal v bezprostředním okolí kostela. Ostatky z něj byly přeneseny do podzemí chrámu a na jeho místě vzniklo Mořické náměstí. Z tohoto kostela pochází křtitelnice nyní umístěná v kostele sv. Filipa a Jakuba v Nových sadech.

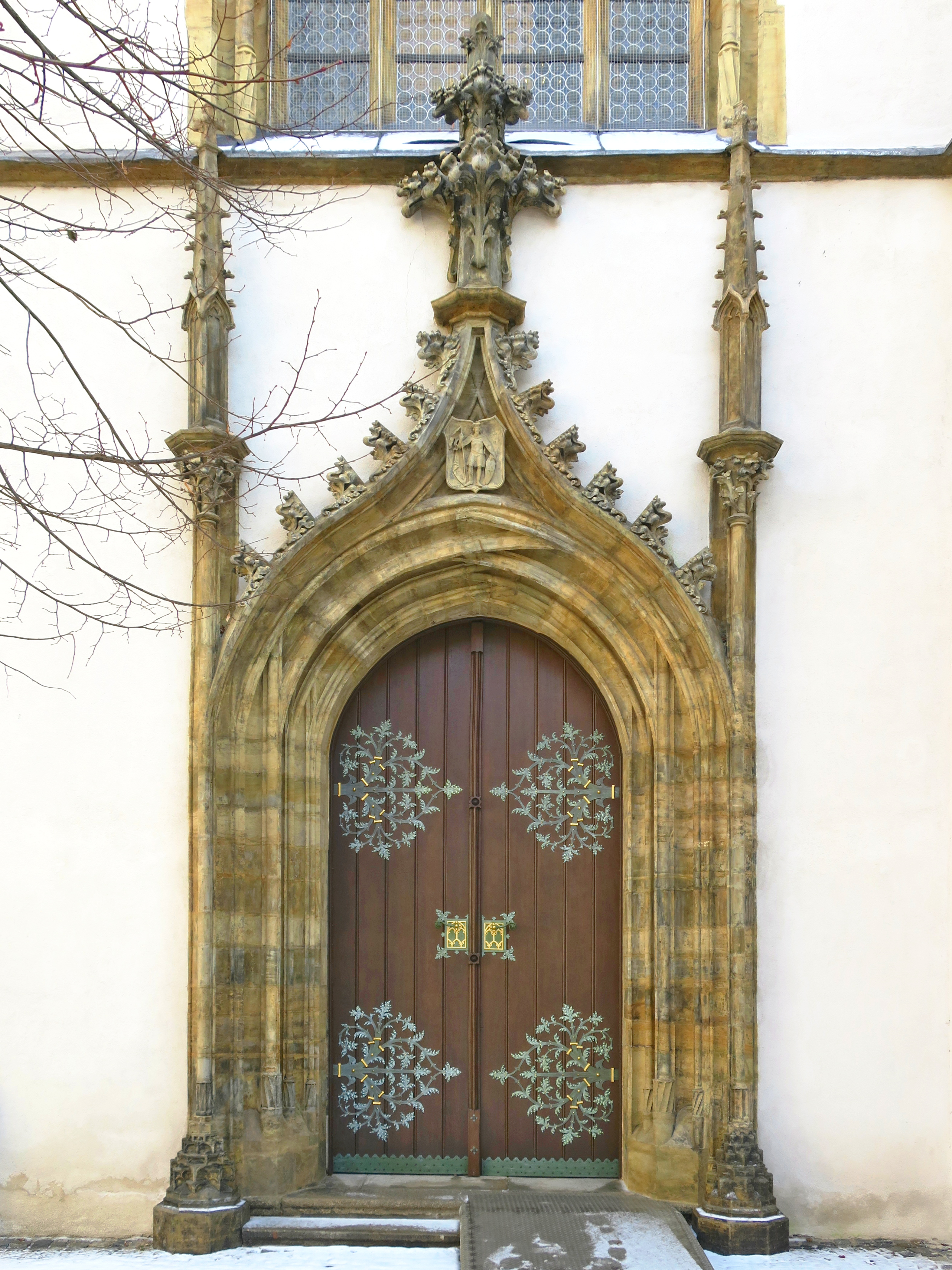
Regotizovaný západní portál

### Restaurování kostela a novogotické úpravy v 19. století
Ve druhé polovině 19. století proběhlo celkové restaurování kostela z iniciativy Stavebního spolku svatomořického (St. Mauritz Bauverein, 1869–1908), při kterém se řešila otázka nové podoby západního průčelí a neogotického navýšení obou věží. Návrhy Gustava Meretty, Augusta Prokopa a dalších byly nakonec zamítnuty a v letech 1904–1908 bylo průčelí s věžemi pouze konzervováno. Při regotizaci kostela byly odstraněny některé barokní prvky fasády, regotizací prošla zejména loretánská kaple a západní portál. 
V rámci regotizace byla v interiéru kostela osazena řada neogotických oltářů včetně hlavního oltáře (1861) a kazatelny (1860), jejichž autorem je řezbář Andreas Halbig z vídeňského Penzingu.

### Současné rekonstrukce
V letech 1975–1978 proběhly v kostele dílčí rekonstrukce včetně výmalby interiéru a v roce 1982 došlo k úpravě liturgického prostoru podle návrhu architekta Zdeňka Hynka. Nový oltář byl vysvěcen biskupem Josefem Vranou 22. září 1982 na svátek sv. Mořice. Čtyři zvony do jižní věže byly ulity ve zvonařské dílně rodiny Dytrychovy v Brodku u Přerova v roce 1985.  
V roce 2007 byla v rámci oslav 750. výročí první zmínky o kostele při jižní zdi kostela na původní místo osazena kopie sousoší Olivetské hory. V rámci Programu záchrany architektonického dědictví bylo v letech 2009–2011 na opravu památky čerpáno 2 710 000 Kč.
Od prosince roku 2018 prochází chrám nejrozsáhlejší rekonstrukcí za posledních 100 let.  Součástí oprav má být i rekonstrukce Englerových varhan, vznik muzea varhanářství v severní věži. Práce byly ukončeny v roce 2021. Byla zpřístupněna vyhlídková věž a opravena fasáda kostela.  Restaurované varhany se do kostela vrátily v roce 2023.

## Památková ochrana
Podle nařízení vlády č. 262/1995 Sb. ze dne 16. 8. 1995 o prohlášení a zrušení prohlášení některých kulturních památek za národní kulturní památky zařazen mezi národní kulturní památky.

## Exteriér kostela

#### Sousoší Olivetské hory
O gotickém sousoší pojednává samostatný článek.

#### Edelmannova pohřební kaple
Renesanční hrobka Václava Edelmanna z Brosdorfu byla k severní straně chrámu přistavěna v roce 1572. Jedná se o drobnou stavbu obdélného půdorysu s kamenicky ztvárněnou fasádou členěnou arkádami na kvádrovém soklu. Zalamované kladí nese figurální reliéfy. Výzdoba kaple odkazuje k benátským manýristickým vzorům. Reliéfy na boční východní fasádě představují sv. Petra a Pavla, na nároží sv. Šebestiána, na čelní severní straně pak čtyři evangelisty na vystupujících deskách, mezi nimi výjevy ukřižování a zmrtvýchvstání Ježíše Krista a uprostřed nápisovou desku se jménem a znakem donátora. V 80. letech 19. století prošla kaple úpravou z popudu tehdejšího probošta Emanuela Pöttinga. Při ní kaple získala nový pískovcový sokl, zastřešení s ozdobnými akrotérii a dekorativní mříž se znakem rodu Pöttingů z Persingu.

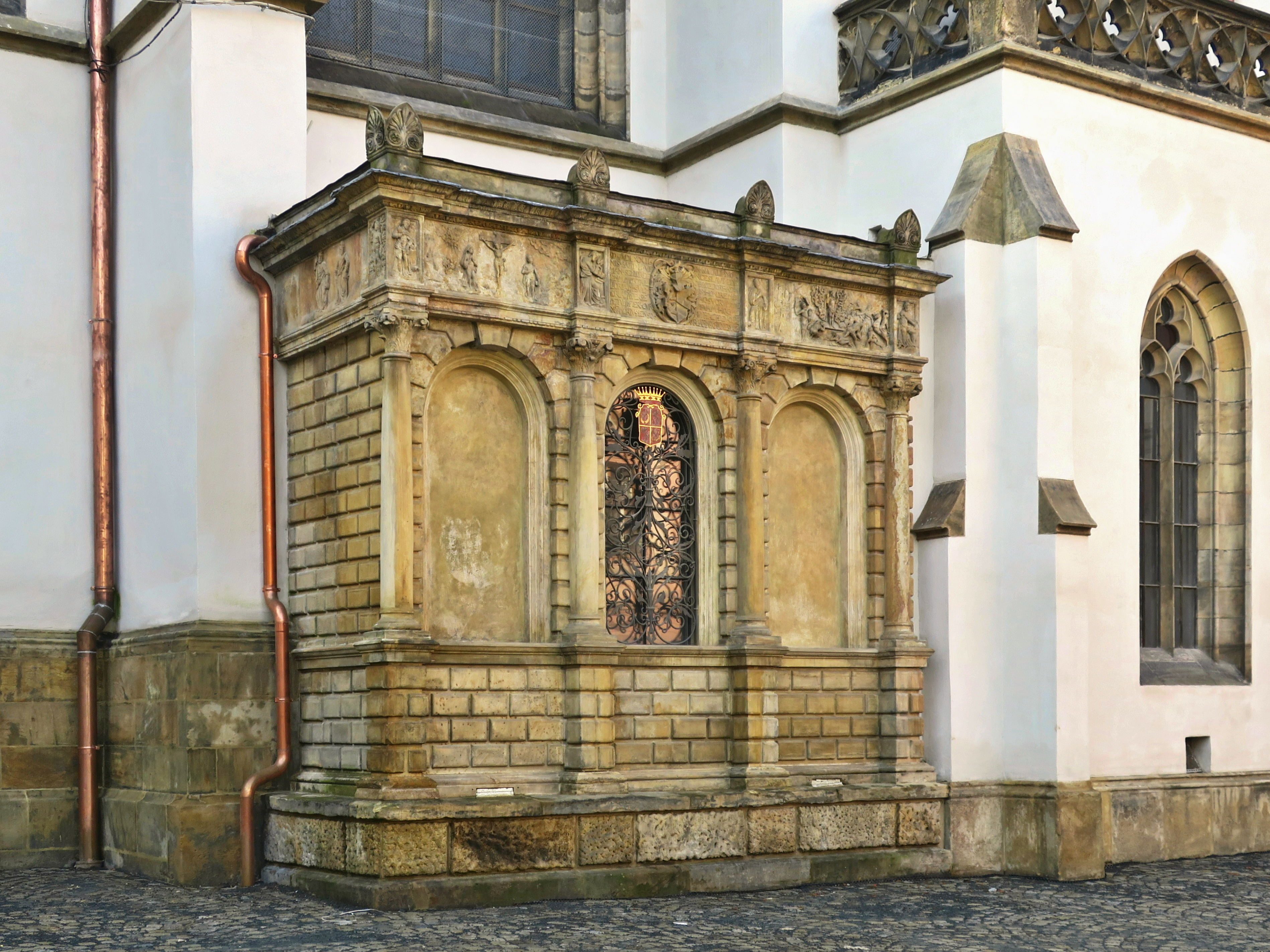
Edelmannova hrobka
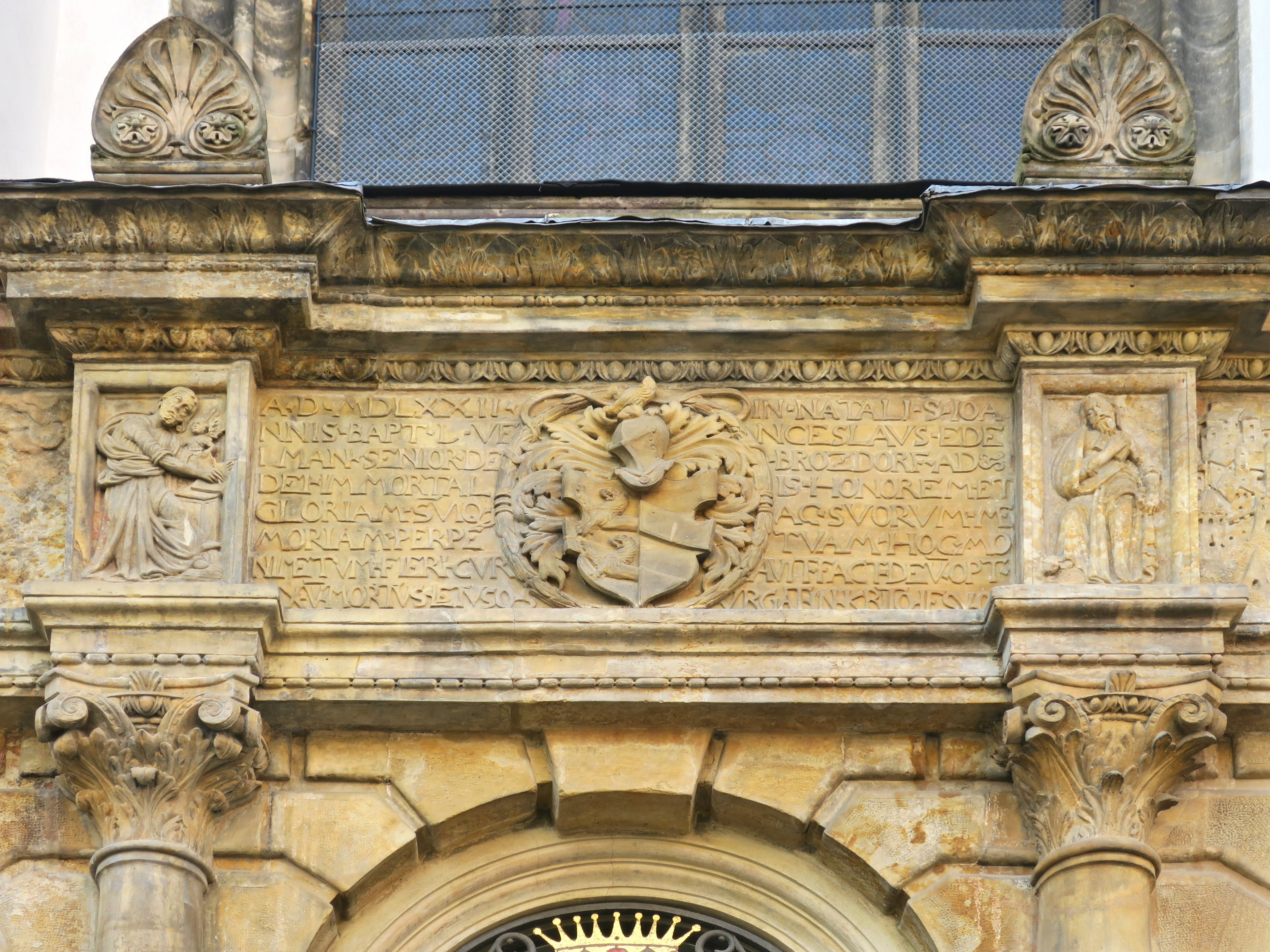
Reliéf s nápisovou deskou (1572) a erbem donátora, po stranách evangelisté Matouš a Marek
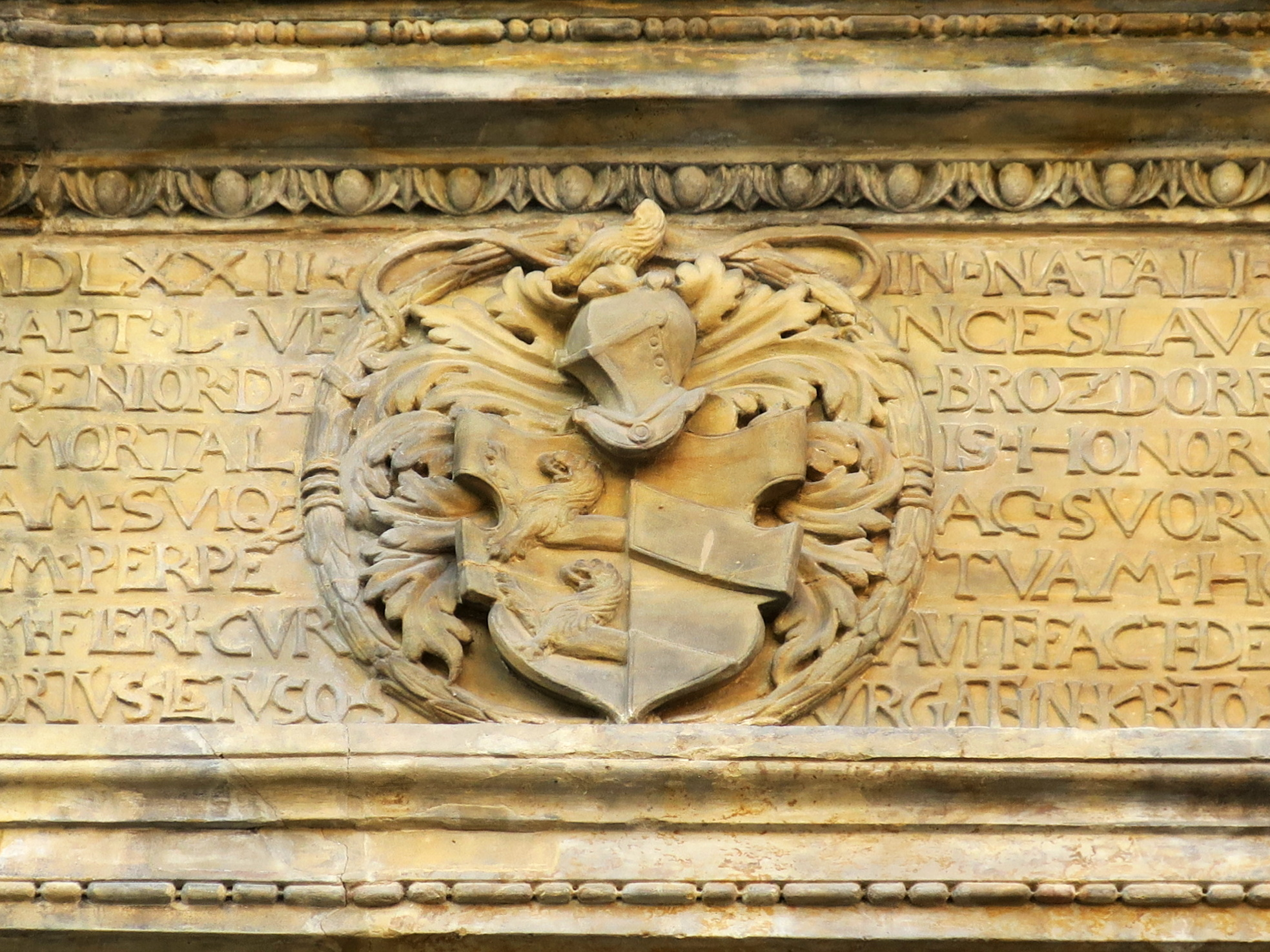
Znak donátora Václava Edelmanna
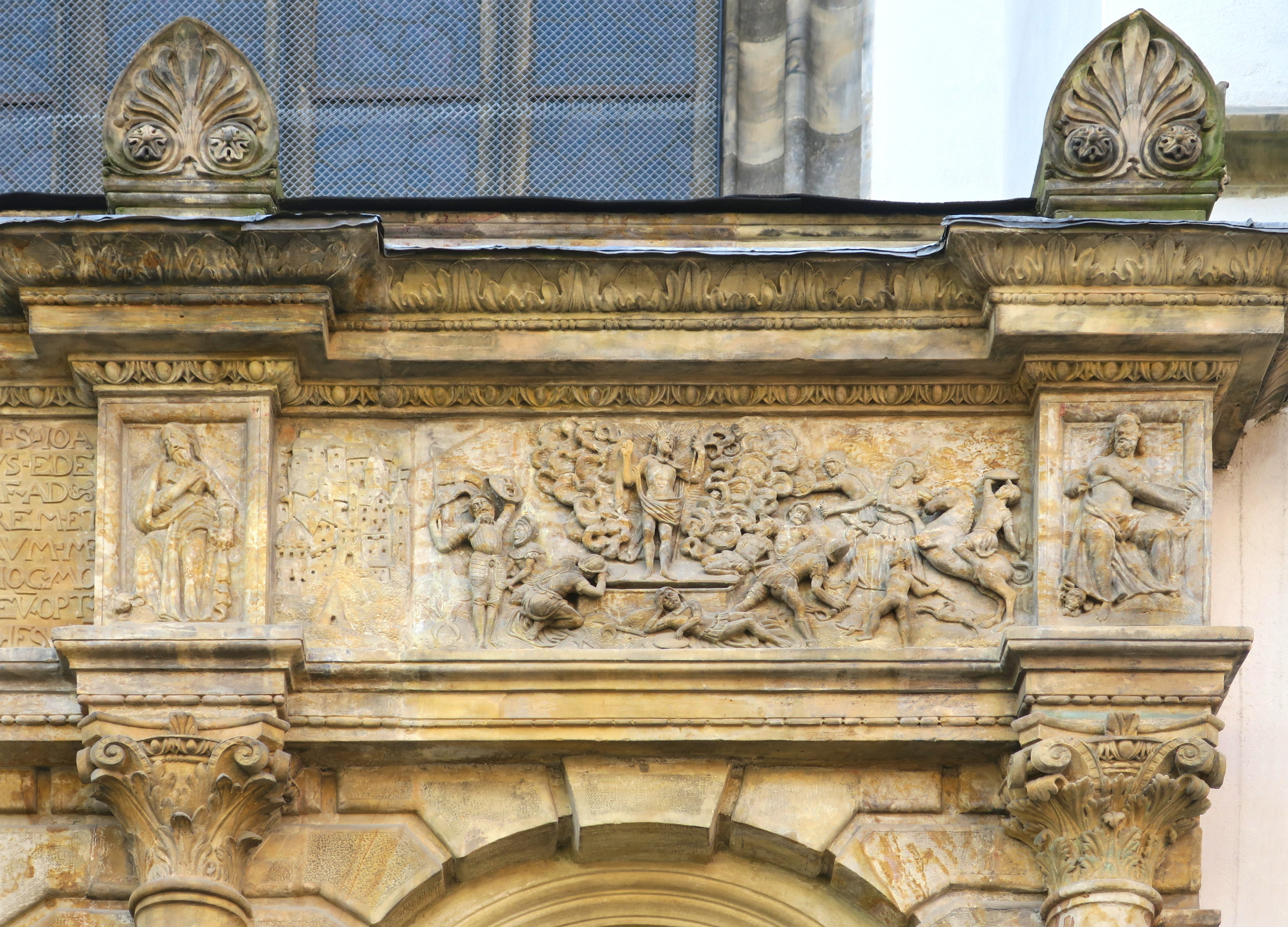
Reliéf Zmrtvýchvstání, po stranách evangelisté Marek a Lukáš
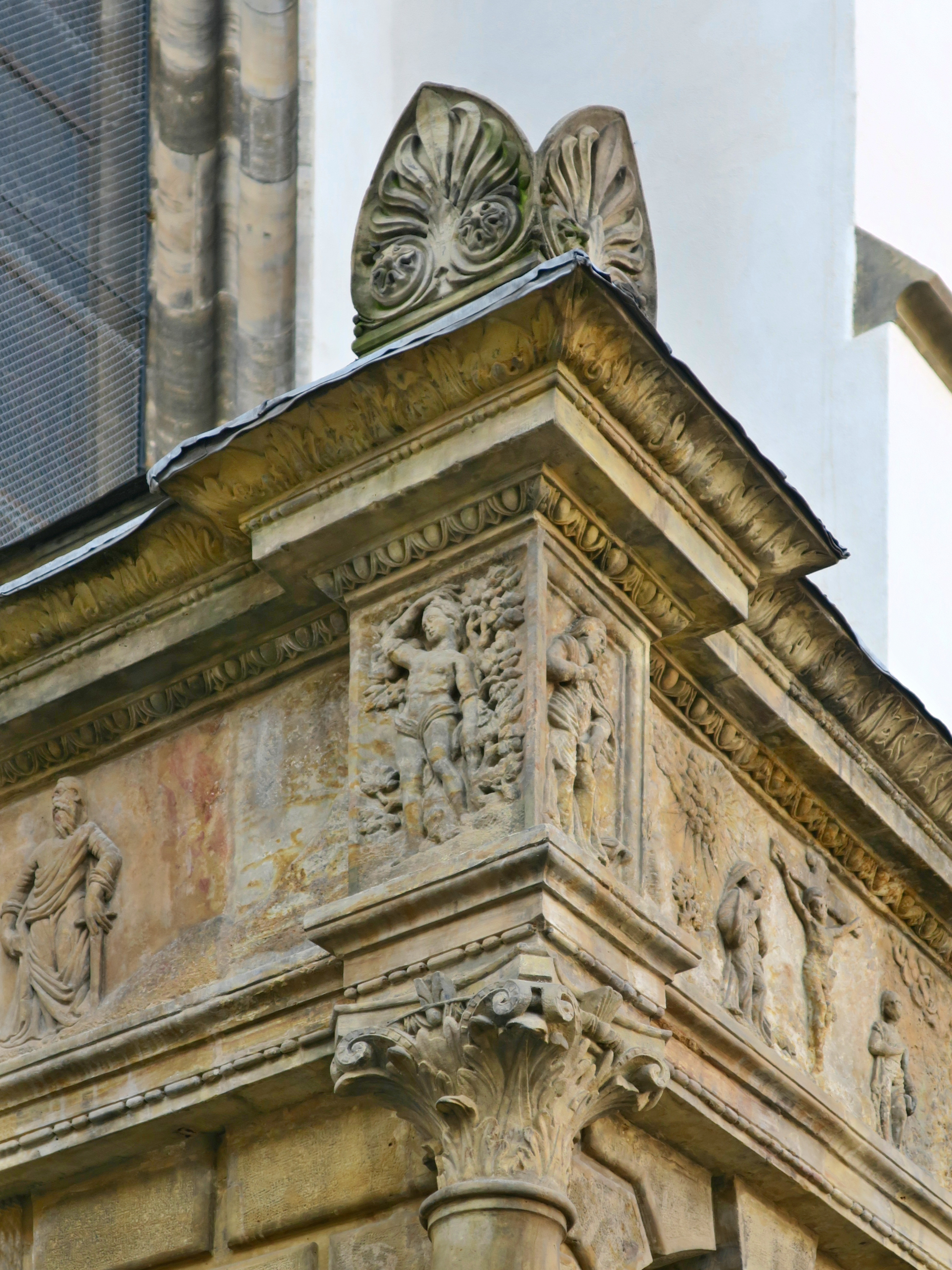
Detail nároží s postavami (zleva) sv. Pavla, sv. Šebestiána, sv. Jana Evangelisty a výjevem Ukřižování
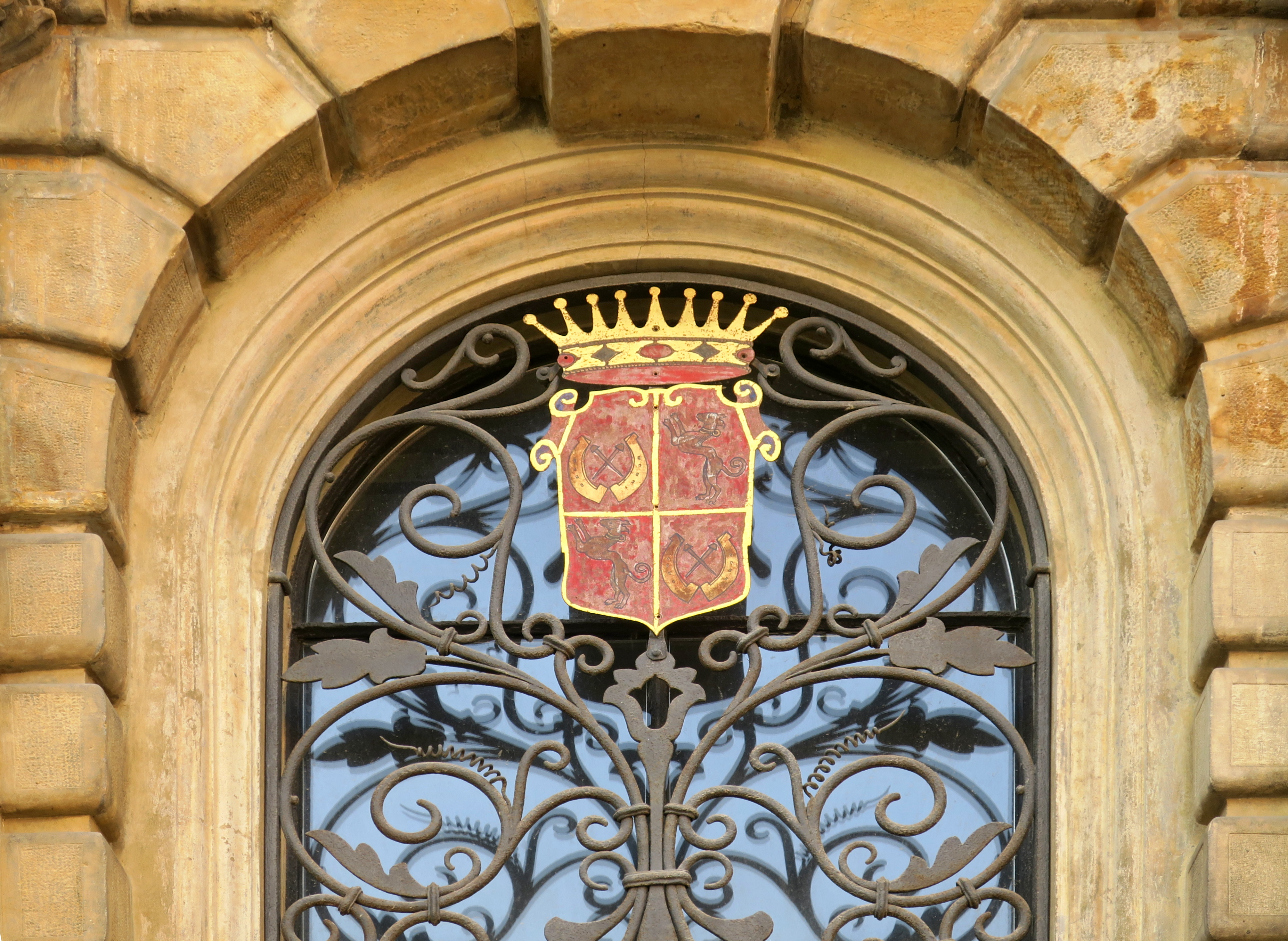
Ozdobná mříž okna se znakem Emanuela Pöttinga

#### Pamětní deska na severní věži
Na západní straně severní (nižší) věže se ve výšce přibližně 10 metrů nachází gotická nápisová pamětní deska s letopočtem 1412 označujícím pravděpodobné zahájení výstavby věže. Znění nápisu: "Anno D. MCCCCXII inchoatum est hoc opus." (Léta Páně 1412 započalo se s tímto dílem.)

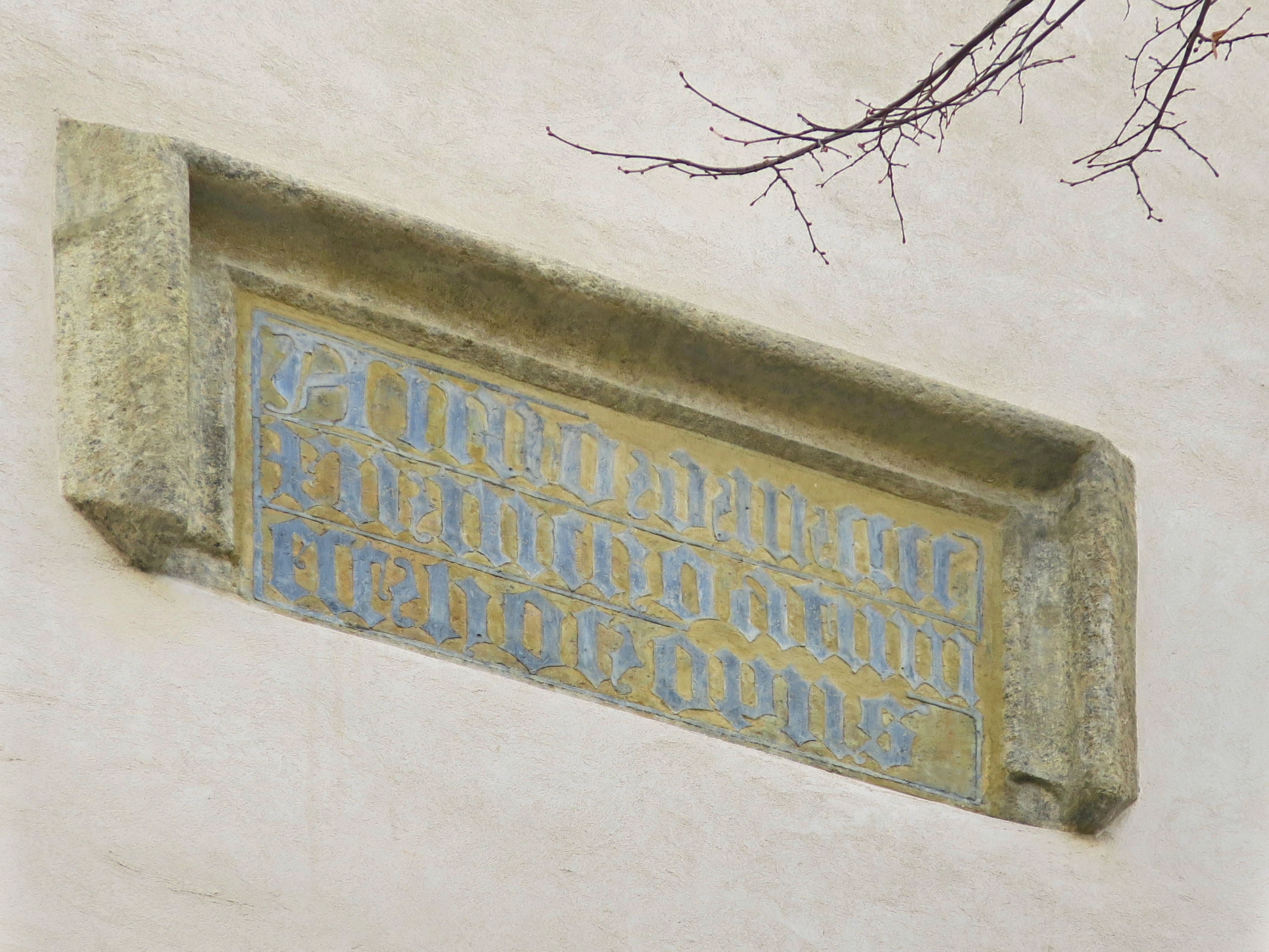
Gotická pamětní deska (1412)

#### Vitrážová okna
Na všech oknech jsou malované vitráže. Čelní okno s motivem Vyhnání Adama a Evy z ráje a Krista v Getsemanské zahradě provedl Antonín Zbitek v roce 1861 podle návrhu Jana Nepomuka Friedricha. Další okna byla vyrobena v uměleckých dílnách v Mnichově v letech 1898–1915. 

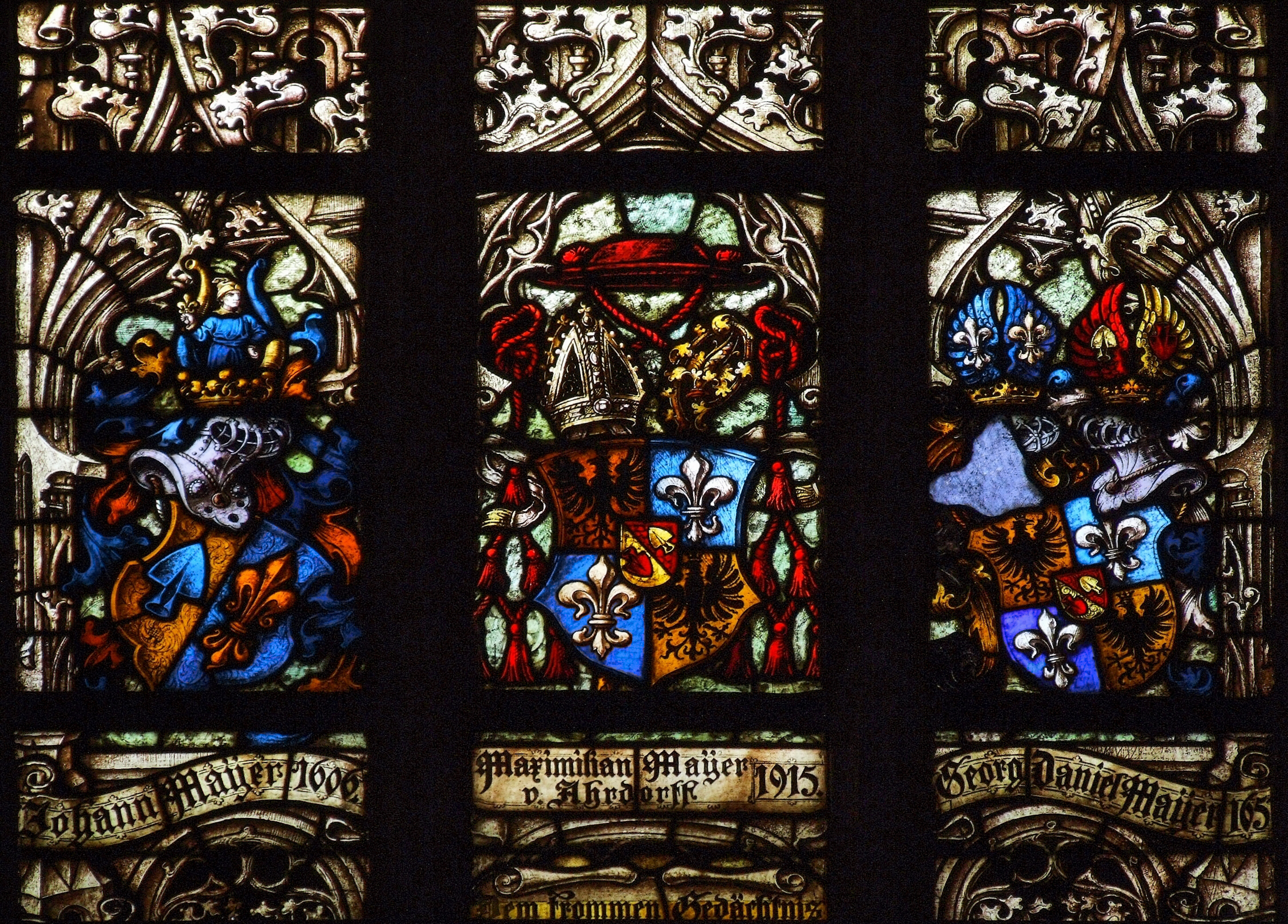
detail vitrážového okna

## Interiér kostela

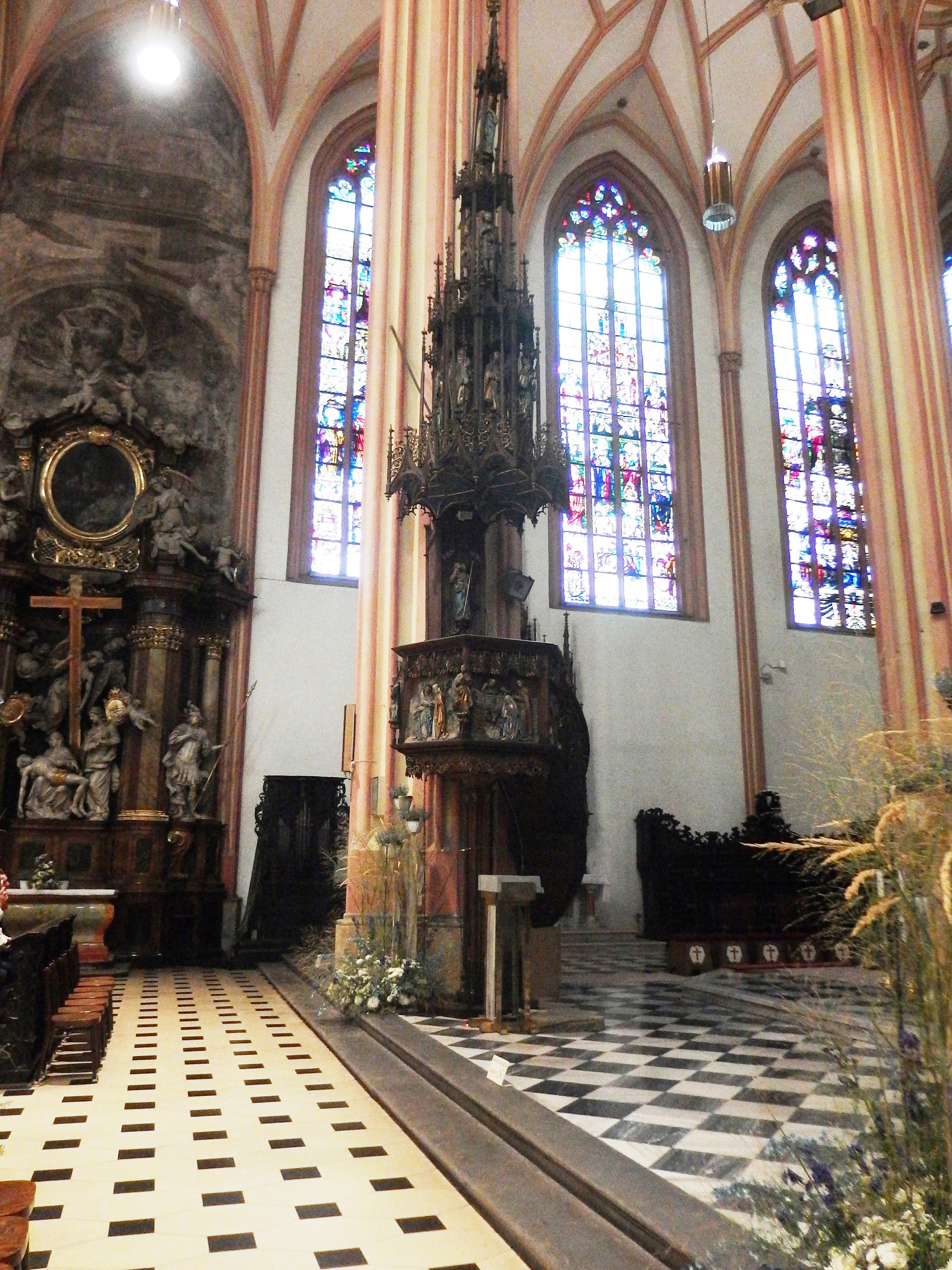
Kazatelna (1860)

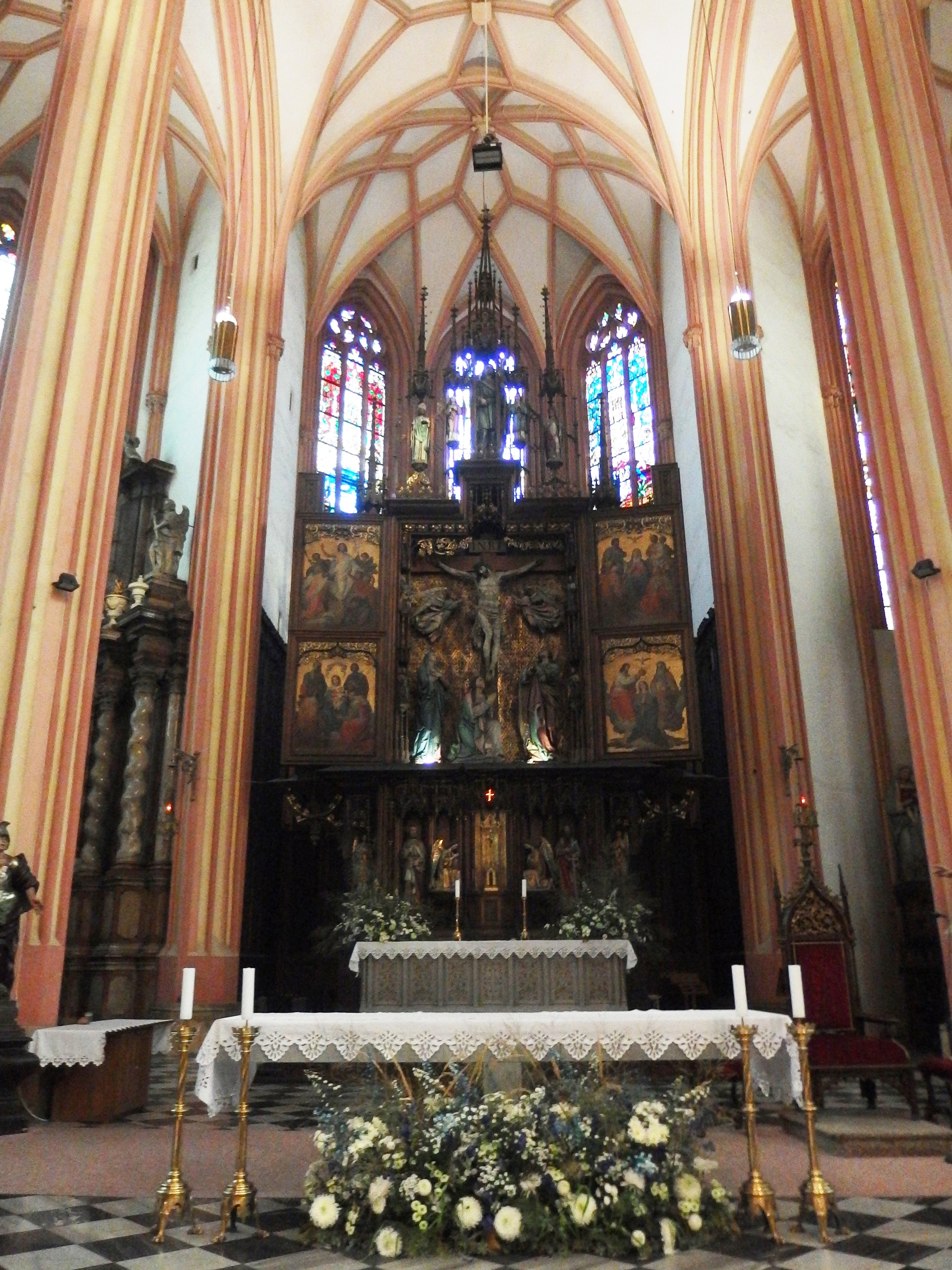
Hlavní oltář (otevřený)

#### Hlavní oltář sv. Mořice a jeho druhů
Novogotický oltář byl zhotoven roku 1861 vídeňským sochařem Andreasem Halbigem, který je autorem řezbářských prací a celkové koncepce. Osm výjevů ze života Ježíše Krista na pohyblivých křídlech oltářní archy vymaloval profesor vídeňské akademie Franz Dobyaschofsky. Oltář je z dubového dřeva a dosahuje celkové výšky 20 metrů. Oltářní mensa je ze slezského mramoru.

#### Kazatelna
Bohatě zdobená řezbářská práce v neogotickém stylu pochází z roku 1860 a je taktéž dílem Andrease Halbiga. Na třístupňovém baldachýnu kazatelny se nacházejí postavy církevních učitelů a sv. Cyrila a Metoděje. Šestihrannou předprseň kazatelny zdobí výjevy ze života Panny Marie, postavy čtyř evangelistů a sv. Pavla.

#### Krypty
Pod hlavní lodí se nacházejí tři velké krypty, které v minulosti sloužily jako pohřebiště významných osob. Celkem sedm krypt je vzájemně propojeno. V kryptě i v podlaze chrámu byla od středověku pohřbena řada významných osob, mj. benediktinský historik Magnoald Ziegelbauer. Přístup do krypt je z předsíně severního vchodu. Na věži kostela visel do první světové války zvon Marie, vážící 7 020 kg 

#### Náhrobek generála Brettona
U levého (východního) bočního vchodu do chrámu se nachází klasicistní náhrobek olomouckého pevnostního velitele Caudia Hyacintha Brettona, jenž podle nápisu na náhrobku zemřel 24. března 1779 ve věku 84 let. Bretton byl jedním z obránců města za pruského obléhání v roce 1758.

## Englerovy varhany
Varhany patří k největším ve střední Evropě. Postavil je mezi léty 1730 a 1745 vratislavský mistr Michael Engler na objednávku mořického probošta Františka Řehoře Gianiniho, který je také sám financoval. Nástroj  měl 3 manuály, 44 rejstříků a asi 2 500 píšťal. Autorem sochařské výzdoby barokní varhanní skříně byli olomoučtí sochaři Filip Sattler a Jan Antonín Richter. Mezi lety 1959 až 1971 byly varhany  firmou Rieger-Kloss Varhany Krnov rekonstruovány a podstatně  se změnila i  koncepce nástroje. Varhany byly rozšířeny o dalších více než 5 000 píšťal, byly zvětšeny tónové rozsahy manuálů a pedálu a celý nástroj byl napojen na nový, pětimanuálový hrací stůl.  Dnes mají 5 manuálů, 95 rejstříků a 7884 píšťal, z nichž nejmenší měří 5 cm, ta největší pak 11,75 m. U příležitosti dokončení rekonstrukce byl v roce 1969 založen Mezinárodní varhanní festival, který se každoročně konal v kostele svatého Mořice až do roku 2020, kdy byla zahájena generální oprava nástroje.  Opravu realizovala slovinská varhanářská firma Anton Škrabl ve spolupráci s olomouckou firmou Organ Service. V září 2023 se po dokončené rekonstrukci v kostele konalo slavnostní žehnání varhan a byl uspořádán 55. ročník festivalu.

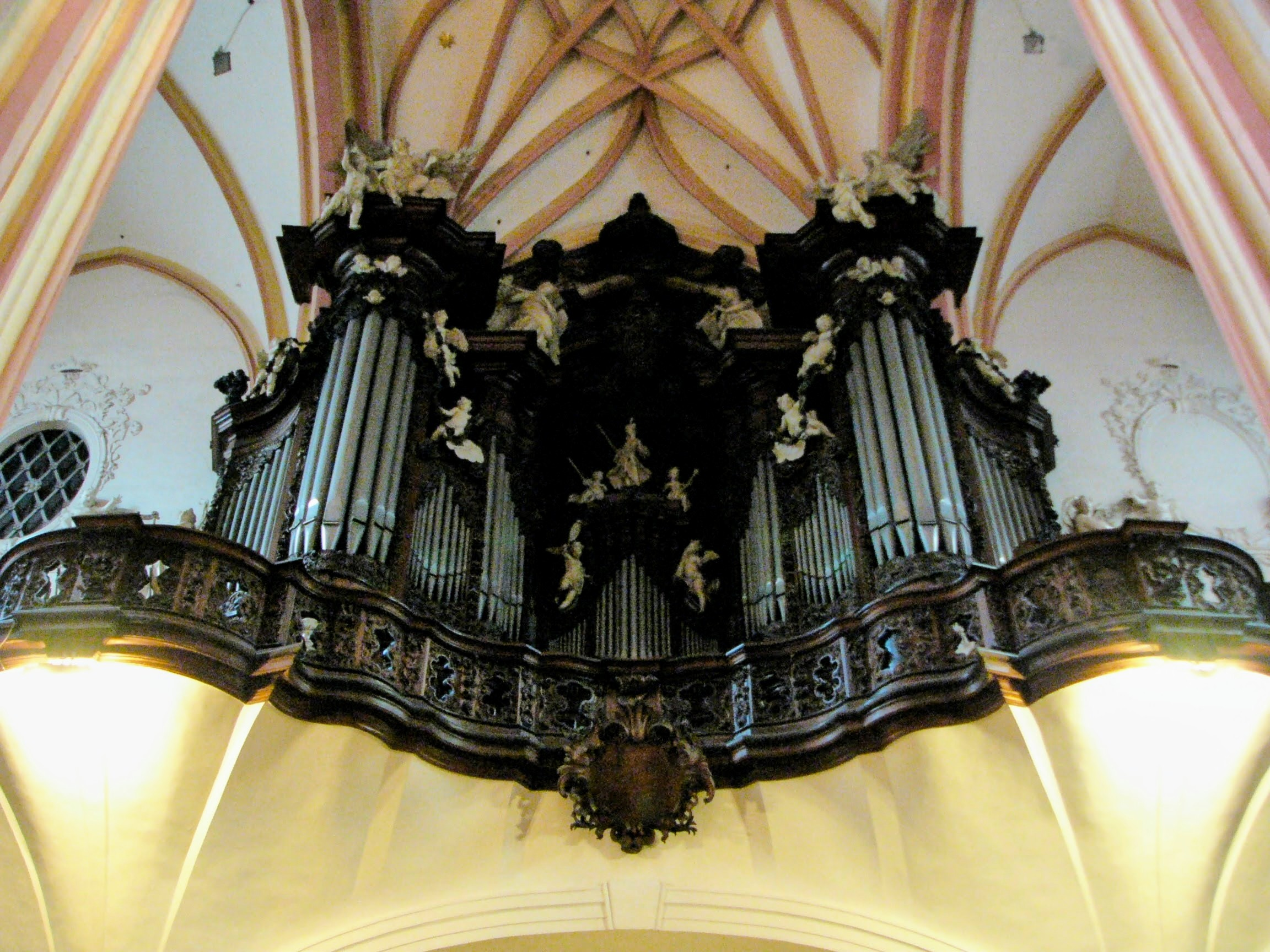
Englerovy varhany
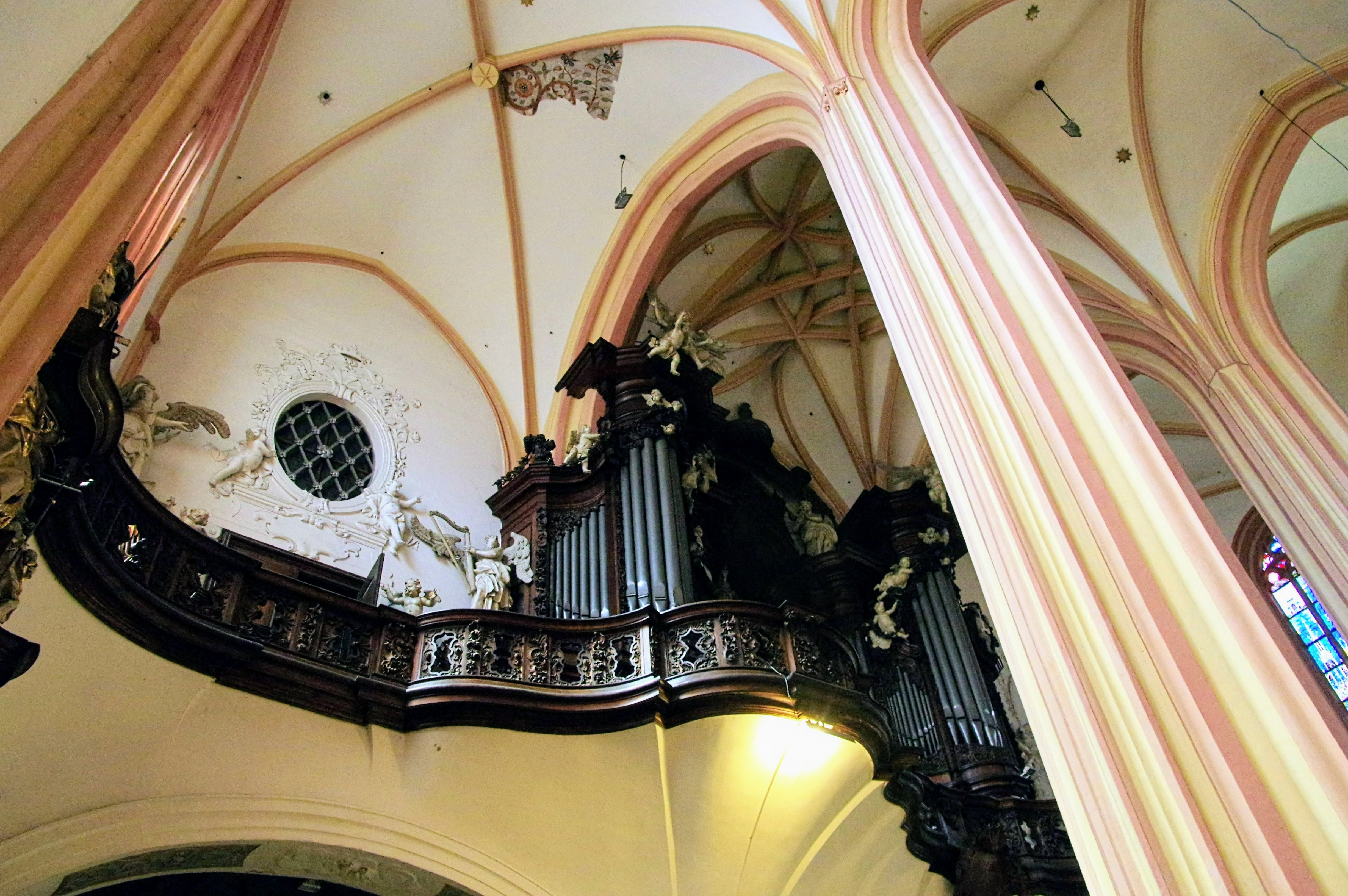
Levá část varhanní kruchty
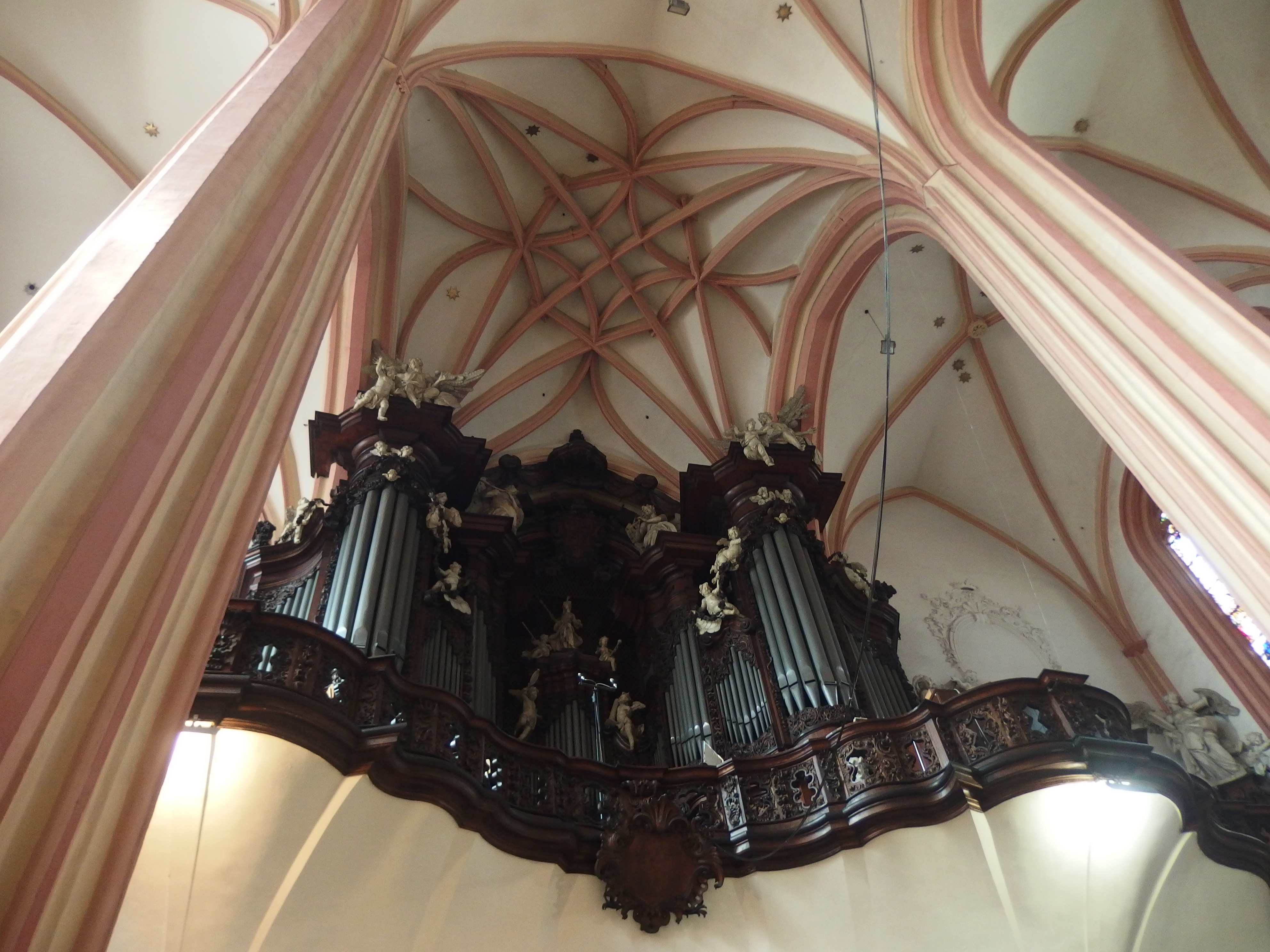
Kroužená klenba nad barokní hudební kruchtou